# Diedrocephala euthemis
Diedrocephala euthemis är en insektsart som beskrevs av Young 1977. Diedrocephala euthemis ingår i släktet Diedrocephala och familjen dvärgstritar. Inga underarter finns listade i Catalogue of Life.